# Cycas hypoleuca
Cycas hypoleuca là một loài thực vật hạt trần trong họ Cycadaceae. Loài này được C.Presl mô tả khoa học đầu tiên năm 1851.